# Arteaga (Michoacán)
Arteaga è una municipalità dello stato di Michoacán, nel Messico centrale, il cui capoluogo è la località omonima.
La municipalità conta 21.790 abitanti (2010) e ha un'estensione di 3460,73 km².
La località è dedicata a José María Arteaga, generale messicano.